# フィリップ王戦争
フィリップ王戦争（フィリップおうせんそう、英語: King Philip's War）とは、1675年6月から翌年8月にわたる先住民戦争（民族浄化）で、ニューイングランド入植者とその味方をした先住民とアメリカ先住民諸部族との間で起きた。フィリップ王とはワンパノアグ族の酋長メタコメット（メタコム）を白人入植者が呼んだ名前を指す。この戦いはニューイングランドの最北端で展開し、1678年4月12日にキャスコ湾条約を結んで講和が成り立つ。

## 概要
入植地をニューイングランドと名付けたイギリス白人は、ワンパノアグ族から手厚い保護を受け、食料を贈られ厳しい冬の飢餓と寒さを越えることが出来た。しかし入植地の拡大はエスカレートし、やがてはアメリカ先住民の領土をよこせ、と要求し始めた。
先住民にとって土地は共有財産であり、誰のものでもなかった。しかし入植者は、先住民全てに立ち退くよう排他的な要求をした。当然ながら先住民は激怒した。また入植者は「公平」に「条約」でこの取り決めようとして、その署名者に先住民の酋長を選んだ。
しかし入植者の独任制と違い、先住民社会は合議制である。元より部族を代表する首長や君主は存在しない。酋長はあくまで調停者であって、部族を代表する者ではないのだが、入植者はこれを理解せず、酋長と盟約すればワンパノアグ族は納得するものと思い込んだが、これは全くの思い違いである。
ワンパノアグ族は本来、白人入植者達に対して友好関係を築いており、1620年には慣れない環境による寒さや病気、飢えで苦しむ入植者を助け、マサソイト酋長が平和と友情による条約を結んでいる。マサソイト酋長は1621年の秋、感謝祭に列席した際にも多くの食料を持参している。
しかし急激に増加した白人の入植者は、彼ら先住民の土地を売るように要求したり、キリスト教への改宗強制や、先住民に不利な裁判を行い、先住民の白人に対する反感を買い始めた。先住民に「土地を売る」という概念はそもそも無かったし、個人の選択として宗教を受け入れることはあったが、部族全体を従わせようとする白人の思考は先住民共同体には理解不可能だった。
白人と友好を築いてきたマサソイト酋長が死ぬと、状況はますます悪化する。部族の新酋長は長男のワムスッタ（英語名アレキサンダー）が後継するが、白人側が拡大する入植地は先住民が住む土地にまで及んだ。そのためワムスッタは「調停者」たる先住民の酋長の役目として、白人が先代酋長と結んだ土地の譲渡と和平の取り決めにプリマス入植地で異議を申し立て、侵略行為を止めるよう説得を試みたが、入植地から村へ帰る途中でなぜか体調を崩し謎の死を遂げてしまう（毒殺されたとも言われる）。
新たにマサソイトの二男メタコメット（当時24歳、c. 1638-1676）が1662年に新酋長に選ばれると、白人との関係はさらに悪化していった。メタコメット、通称メタコムは兄同様に調停者として最大の努力を払うが、入植者には1671年の条約を守るなら先住民の銃を全て差し出せと迫られるなど繰り返し裏切りにあうと、父が築いた友好関係を捨てる。ワンパノアグ族が1名殺され、同族の3名が事件の犯人扱いをされてプリマス植民地で縛り首になった1675年、入植者と先住民の間の緊張はますます高まる。
誇り高いワンパノアグ族とメタコメット酋長は合議の結果、部族の土地を侵す入植者に対して、ついに宣戦布告の準備を始めた。ジョン・ササモンは前者の一員であるが、1675年6月25日にキリスト教に改宗し、ハーバード大学の先住民学校で学んだ人物で、プリマス入植地の総督ジョシア・ウィンスローに「ワンパノアグ族のメタコメット酋長が入植者に対して戦争準備をしている」と通報した後、別部族の先住民に殺されてしまった。
それから半年、先住民の襲撃隊はマサチューセッツ、ロードアイランド、コネチカット、メインにわたる農場と村を襲撃し、植民地民兵が報復した。どちらの味方もせずにいたナラガンセットだが、中には植民地の要塞や民兵を襲撃する者が現れ、植民地の指導者から平和条約違反だとみなされた。

## 戦闘
ニューイングランドの植民地群は民兵1000名と先住民の同盟者150名を集めると、かつて召集したことのない規模の軍隊を編成した。ジョサイア・ウィンスロー総督は1675年11月、ナラガンセット攻撃を指揮した。ロードアイランド植民地に点在する先住民の集落を探しては焼き討ちし、ナラガンセットの主要な砦を攻めると、戦意はグレート・スワンプの戦闘で最高潮に達した。ナラガンセット諸族で殺害された者はおよそ600名に達し、サチェムを務めたカノンチェトが民族連合の首長を引き継ぐ。マサチューセッツ湾、プリマス、ロードアイランドの植民地に奪われた土地を取り戻し、進みながら沿道のタウンに火を放っていき、1676年3月にはプロヴィデンスを焼き落とした。
この戦争は1年少々で決着を見たが、17世紀のニューイングランド地方における最大の惨事であり、アメリカ植民地時代の歴史で最も悲惨な戦いと受け止める人は多い。メタコメット酋長らワンパノアグ族は、ニアンティック族、ペナクック族、ノーセット族らワンパノアグ族と同盟を結んだ部族と協力してプリマス入植地を攻撃した。攻められた入植地の白人側も武装して、ワンパノアグ族と敵対するモヒカン族やモホーク族などの部族を味方に付け全面戦争が勃発。先住民側にはニプマック族やナラガンセット族も参戦し、プリマス入植地総督のウィンスローはナラガンセット族の婦女子を大虐殺し、怨みを買っていた。
戦争はマサチューセッツ植民地とコネチカット植民地を巻き込み、ニューイングランド全域に及んだ。先住民側は52のタウンを襲撃し、12のタウンを壊滅させた。1676年に入ると、ニューイングランド植民地連合軍は、植民地で採用された民兵、ミニットマンを活用し反撃。入植者に対して反旗を翻し戦いを挑んだ先住民のうち、ナラガンセット族のカノンチェト酋長は1676年4月3日に逮捕、処刑される。ワンパノアグ族のメタコメット酋長はマウントホープへ脱出するが、3ヵ月後の8月12日に民兵に殺され、侵略者側が勝利する形で戦争は終結する。

## その後
プリマスからロードアイランド植民地一帯では、兵役年齢の全男性の10分の1を失う人口激減のせいで、経済は根底から覆された。ニューイングランド地方のタウンは、過半数がこの武力衝突に巻き込まれた。ワンパノアグ族と同盟の部族は数千人が公開処刑にされたり、奴隷に身を落とした。ワンパノアグ族は土地を全て失った。
戦死したメタコメット酋長の遺体は入植者達により八つ裂きにされ、槍の先に突き刺した首は、24年にわたり入植地の村に飾られた。そして捕虜となったメタコメット酋長の家族を始めとする先住民達は、奴隷として西インド諸島などに売り飛ばされた。「司令官」がいないという先住民の文化は、入植者には理解できなかった。侵略者はただメタコメットを「戦争を始めた首謀者」と一方的に見なし、理不尽な辱めをこれに与えて勝利を祝ったのである。
フィリップ王戦争は、アメリカ人に独立の意識が芽生えるきっかけとなった。ニューイングランド地方の入植者はヨーロッパ政府や軍からの支援を受けなくても自力で敵に立ち向かえる自信を得て、自分たちを本国イギリスから切り離し、別個の集団意識を抱き始める。